# Profile (film, 2018)
Pour l’article homonyme, voir Profile.
Pour plus de détails, voir Fiche technique et Distribution.
Profile est un film réalisé par Timour Bekmambetov, sorti en 2018. C'est une coproduction entre les États-Unis, le Royaume-Uni, Chypre et la Russie. Il est présenté lors de la Berlinale 2018.
Il est présenté à la Berlinale 2018 puis dans de multiples festivals.

## Synopsis
Ce long métrage raconte l'histoire vraie d'une journaliste française enquêtant sur les réseaux djihadistes.

## Fiche technique
- Titre original et français : Profile
- Réalisation : Timour Bekmambetov
- Scénario : Timour Bekmambetov, Britt Poulton et Olga Kharina
- Costumes : Varvara Avdyushko
- Montage : Andrey Shu
- Pays d'origine : États-Unis - Royaume-Uni
- Format : Couleurs - 35 mm
- Genre : thriller
- Durée : 105 minutes
- Date de sortie :
  - Allemagne : 17 février 2018 (Berlinale 2018)
  - Suisse romande : 10 juillet 2018 (Festival international du film fantastique de Neuchâtel 2018)
  - France : 19 octobre 2019 (Festival international du film à La Roche-sur-Yon)
  - États-Unis, Canada : 14 mai 2021
  - Royaume-Uni, Irlande : 15 octobre 2018 (Festival du film à Londres) ; 6 août 2021 (sortie nationale)

## Distribution
- Valene Kane : Amy
- Shazad Latif : Abu Bilel Al-Britani
- Christine Adams : Vick
- Amir Rahimzadeh : Lou Karim
- Morgan Watkins : Matt
- Emma Cater : Kathy

## Distinctions

### Récompense
- Festival international du film de La Roche-sur-Yon 2018 : Prix spécial du jury[2].

### Sélection
- Berlinale 2018 : sélection en section Panorama